# Augusta Lebaron-Desves
Pour les articles homonymes, voir Le Baron.
Augusta Lebaron-Desves, née le 2 novembre 1806 à Caen et morte le 28 juin 1894 à Paris, est une peintre française.

## Biographie
Émilie Aglaé Augusta Le Baron est la fille d'Alexandre Benjamin Le Baron, négociant, et de Marie Émilie Desves.
Élève de Joseph-Nicolas Robert-Fleury, elle expose au Salon de 1831 à 1850,,.
Portraitiste, elle obtient une médaille de troisième classe en 1834 et une de deuxième classe en 1839.
Elle meurt célibataire à son domicile de la rue Le Peletier à l'âge de 87 ans.

## Œuvres

### Collections institutionnelles
- Caen, musée des Beaux-Arts : Charlotte Corday dans sa prison, 1842, huile sur toile, 130 × 98 cm, dépôt de l'État depuis 1842[7],[8].

- Dieppe, église Saint-Jacques, chapelle Saint-Antoine de Padoue : La Vierge de Bon-Secours apaisant la tempête ou La Vierge des naufragés, 1837, huile sur toile, 264 × 187 cm, dépôt de l'État à Dieppe depuis 1837 ; volé en 2017 avec sept autres tableaux de l'église Saint-Jacques, restitué en 2019, restauré et réinstallé dans l'église en 2022[9],[10],[11],[12].

- Oloron-Sainte-Marie, sous-préfecture : Portrait de Napoléon III, copie d'après Winterhalter, 1857, huile sur toile, 126 × 96 cm, achat par commande à l'artiste en 1857 et déposé à la sous-préfecture la même année[13].

- Paris
  - Centre national des arts plastiques : Portrait de l'impératrice Eugénie, copie d'après Winterhalter, vers 1866, huile sur toile, commande d'État à l'artiste[14].
  - musée Carnavalet : Le Marchand de coco, 1843, huile sur toile, 45,5 × 37,5 cm[15].

- Versailles, musée national des châteaux de Versailles et de Trianon :
  - Portrait d'Adam-Philippe, comte de Custine, copie réduite du portrait peint par Joseph-Désiré Court, 1835-1837, huile sur toile, 73,5 × 56,5 cm[16].
  - François de Moncade, marquis d'Ayton (1586-1635) [Francisco de Moncada, marquis d'Aytona et comte d'Ossuna], 1837, copie d'après un original de Van Dyck conservé au musée du Louvre, commandé par le roi Louis-Philippe pour le musée historique de Versailles, huile sur toile, 83 × 62 cm[17].

### Envois aux Salons
- Portrait de Mme la Baronne de P. au Salon de 1831[4]
- Portrait de Mme J. B. au Salon de 1831[4]
- Portraits de Mme J. et de sa fille au Salon de 1833[4]
- Portrait de Mme D. au Salon de 1833[4]
- Portrait de Mme P. au Salon de 1833[4]
- Portrait de Mme L. B. au Salon de 1833[4]
- Portrait de M. J. au Salon de 1833[4]
- Portrait de M. L. B. au Salon de 1833[4]
- Cuisinière de retour du marché au Salon de 1833[4]
- Portrait de M. Paulin au Salon de 1834[4]
- Portrait de M. D. au Salon de 1834[4]
- Portrait des enfants de M. G. au Salon de 1834[4]
- Portrait de Mlle L. L. B. au Salon de 1835[4]
- Portrait de Mme G.  au Salon de 1835[4]
- Portrait de Mlle Pauline P.  au Salon de 1835[4]
- Portrait de M. C.  au Salon de 1835[4]
- Portrait de M. B. de Saint-M. au Salon de 1835[4]
- Jeunes filles, étude au Salon de 1835[4]
- L'attente, étude au Salon de 1836[4]
- Portrait de M. D. au Salon de 1836[4]
- Portrait de Mme R. F. au Salon de 1836[4]
- Portraits de M. O. et de ses deux fils au Salon de 1837[4]
- Portrait de Mme Ed. H. au Salon de 1837[4]
- Portrait de M. Ed. H. au Salon de 1837[4]
- Portrait de M. L.  au Salon de 1837[4]
- Portrait de Mme L.  au Salon de 1837[4]
- Portrait de M. M.  au Salon de 1838[4]
- L'écrivain public au Salon de 1839[4]
- Portrait de Mme J. au Salon de 1839[4]
- Portrait de M. E. L. au Salon de 1839[4]
- Sainte Geneviève au Salon de 1840[4]
- Portrait de Mme H. au Salon de 1840[4]
- Le Savetier au Salon de 1842[4]
- Le Papillon au Salon de 1842[4]
- Groupe d'enfants au Salon de 1842[4]
- Portrait de M. L. B. D. au Salon de 1842[4]
- Portrait de Mlle J. au Salon de 1842[4]
- Saint Bernardin de Sienne au Salon de 1843[4]
- La Marchande de fruits au Salon de 1843[4]
- Sainte Marane et Sainte Cyre au Salon de 1844[4]
- Fleurs de Marie au Salon de 1845[4]
- Portrait de M. Dr. au Salon de 1845[4]
- Portrait de M. C. au Salon de 1847[4]
- Portrait de Mme le B. au Salon de 1847[4]
- Saint Jean-Baptiste, précurseur au Salon de 1848[4]
- Portrait de M. F. au Salon de 1849[4]
- Portrait de Mme C. au Salon de 1850[4]

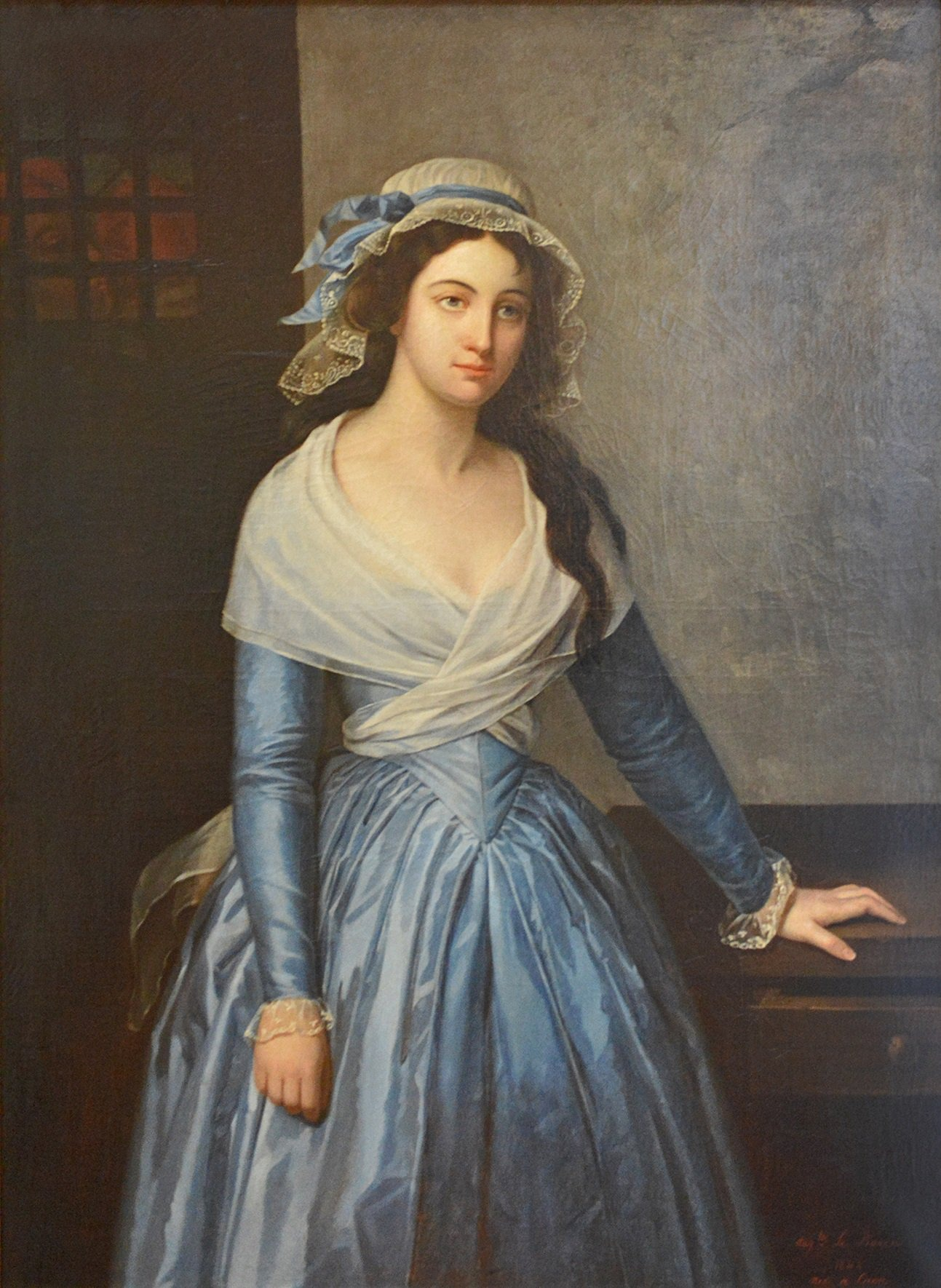
Charlotte Corday dans sa prison, 1842 (Caen, musée des Beaux-Arts).
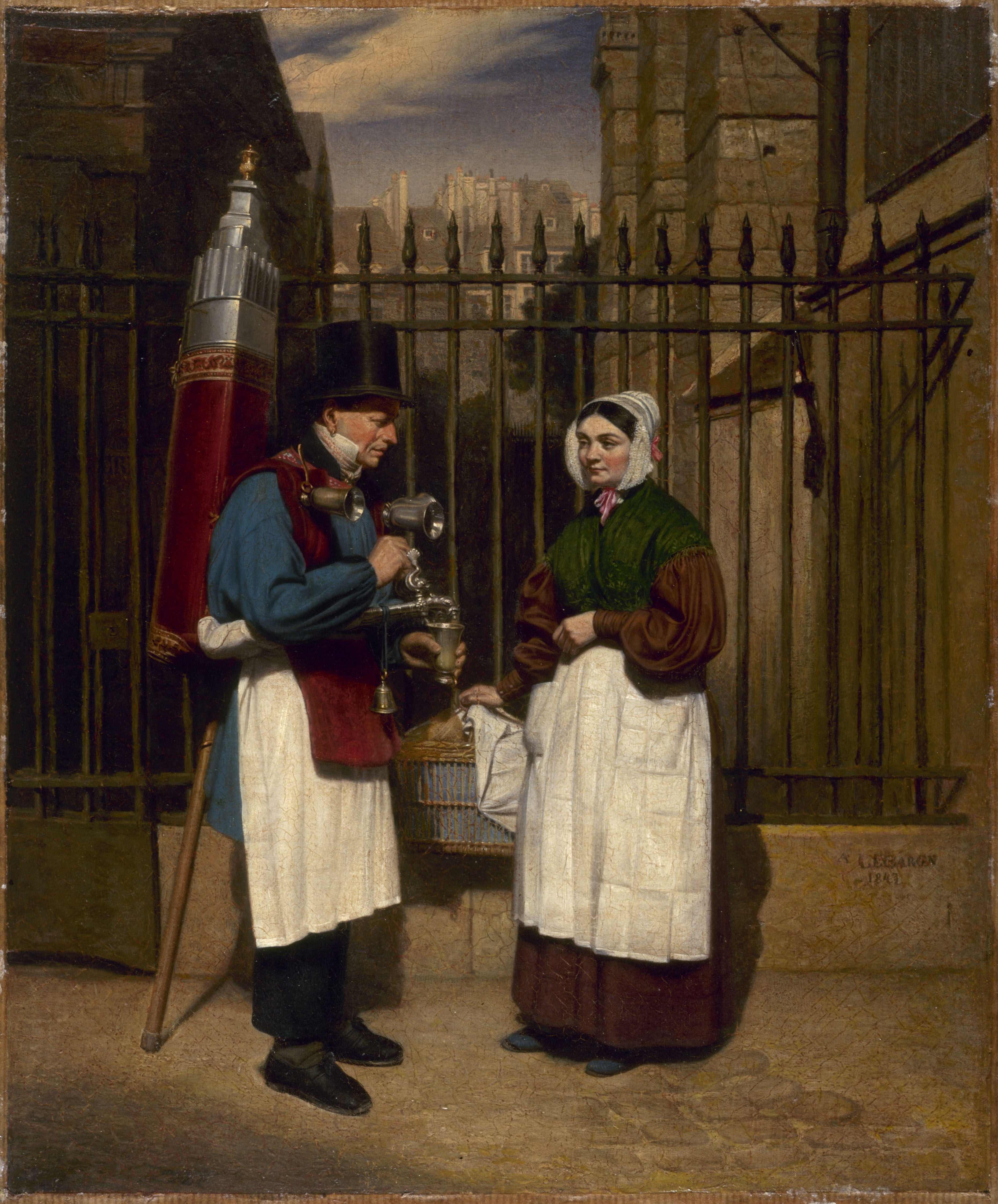
Le Marchand de coco, 1843 (Paris, musée Carnavalet).
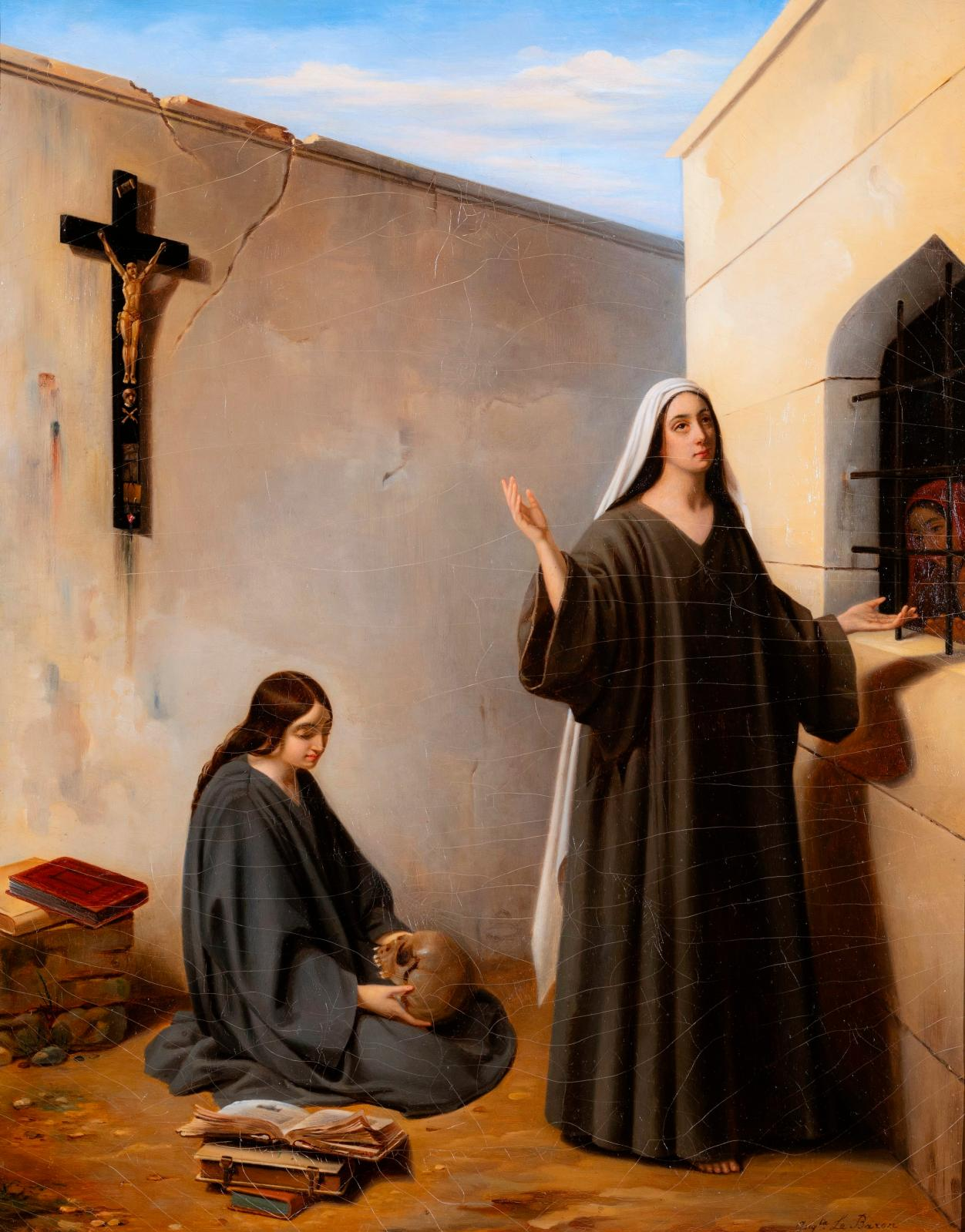
Sainte Marane et sainte Cyre, exposé au Salon de 1844.